# 알렉스 데이볼드
알렉스 데이볼드(Alex Deibold, 1986년 5월 8일 ~ )는 미국의 남자 스노보드 선수이다. 2014년 2월 18일 소치 동계올림픽 남자 스노보드 크로스 경기에서 동메달을 획득했다.

## 성적

### 올림픽
| 년도 | 대회일   | 장소        | 종목            | 결과 | 메달 |
| ---- | -------- | ----------- | --------------- | ---- | ---- |
| 2014 | 2월 18일 | 러시아 소치 | 스노보드 크로스 | 3위  |      |